# Di truyền học cổ điển

Một mô hình tế bào học phổ biến thường gặp trong di truyền học cổ điển, với các hình que tượng trưng cho nhiễm sắc thể mang gen.

Di truyền học cổ điển là giai đoạn đầu tiên và cũng là một nhánh phát triển hiện còn của di truyền học, có đặc điểm chính là: chỉ dựa vào các kết quả quan sát được (kiểu hình) để xây dựng nên các lí thuyết sinh học về hiện tượng di truyền và biến dị của sinh vật, thông qua kết quả của các hoạt động sinh sản ở sinh vật.
- Đây là chuyên ngành đầu tiên trong di truyền học, được khai sinh vào khoảng năm 1965 - 1900 bằng các thí nghiệm của Gregor Mendel, đồng thời gắn liền với tên tuổi của Theodor Boveri và  Walter Sutton về học thuyết di truyền nhiễm sắc thể, của Thomas Morgan về di truyền liên kết (gồm gen liên kết và gen hoán vị) cũng như của nhiều nhà khoa học khác.
- Các giải thích khoa học nền tảng cho ngành này chủ yếu dừng lại ở các kiến thức khoa học về tế bào học, bao gồm chủ yếu là những kiến thức về nhiễm sắc thể, lô-cut gen, nguyên phân, giảm phân, quá trình tổ hợp trong thụ tinh v.v mà không đề cập tới mức phân tử. Mặc dù vậy, di truyền học cổ điển vẫn là nền tảng cho di truyền học nói riêng và sinh học nói chung. Trên thế giới, di truyền học cổ điển đã được giảng dạy rộng rãi ở cấp phổ thông trên rất nhiều quốc gia, trong đó có Việt Nam.[4][5]

## Nội hàm
Di truyền học cổ điển hàm chứa những kỹ thuật và phương pháp luận của di truyền học mà được sử dụng từ trước ra đời của sinh học phân tử. Một phát hiện chìa khóa của di truyền học cổ điển ở sinh vật nhân thực chính là gien liên kết. Việc quan sát thấy rằng một số gien không tách ra một cách độc lập trong quá trình giảm phân đã phá vỡ các quy luật của di truyền Mendel, và cung cấp cho khoa học một cách để đặt các tính trạng vào một vị trí trên nhiễm sắc thể. Các bản đồ liên kết vẫn được sử dụng ngày nay, đặc biệt là trong nuôi trồng để cải thiện giống cây trồng.
Di truyền học cổ điển, vẫn là nền tảng cho tất cả các lĩnh vực khác trong di truyền học, chủ yếu liên quan đến phương pháp mà các đặc điểm di truyền được phân loại là trội (luôn biểu hiện), lặn (phụ thuộc vào một tính trạng trội), trung gian (biểu hiện một phần) hoặc đa gen (do nhiều gen) virut được truyền trong thực vật và động vật. Những đặc điểm này có thể liên kết giới tính (kết quả từ hoạt động của gen đối với giới tính, hoặc nhiễm sắc thể X, nhiễm sắc thể) hoặc tự phát (kết quả từ hoạt động của gen trên nhiễm sắc thể khác với nhiễm sắc thể giới tính). Di truyền học cổ điển bắt đầu với nghiên cứu về di truyền Mendel từ đậu Hà Lan và tiếp tục với các nghiên cứu về di truyền ở nhiều loài thực vật và động vật khác nhau. Ngày nay, một lý do chính để thực hiện di truyền cổ điển là để khám phá gen. Việc tìm kiếm và tập hợp một bộ gen ảnh hưởng đến một đặc tính sinh học đáng quan tâmKhái niệm cơ bản
Cơ sở của di truyền học cổ điển chính là khái niệm gien, một nhân tố di truyền liên kết với một đặc điểm (hay tính trạng) đơn giản cụ thể.